# Gordon Northcott
Gordon Stewart Northcott (* 9. November 1906 in Saskatchewan, Kanada; † 2. Oktober 1930 im San Quentin State Prison, Marin County, USA) war ein kanadischer Serienmörder.

## Leben

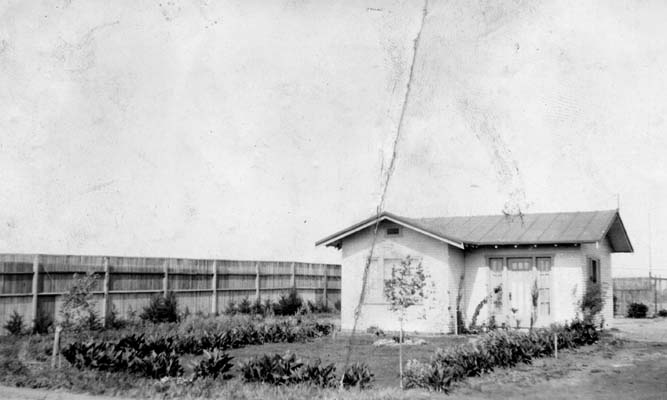
Northcotts Farm

Northcott wurde 1906 in der kanadischen Provinz Saskatchewan geboren und wuchs in British Columbia auf. 1924 zog er mit seiner Familie nach Los Angeles. Sein Vater kaufte ihm ein Stück Land in Wineville, Kalifornien, und unterstützte ihn beim Bau seiner Hühnerfarm.
Bekannt wurde Northcott als der Wineville Chicken Coop Murderer (deutsch Wineville-Hühnerstallmörder), der in den 1920er Jahren mehrere Kinder entführte, sexuell missbrauchte und auf seiner Farm tötete. Am 19. September 1928 verhaftete die kanadische Polizei ihn und seine Mutter, Sarah Louise Northcott, nahe Vernon in British Columbia. Beide wurden an die USA ausgeliefert und in Kalifornien vor Gericht gestellt. Seine Mutter gestand den Mord an einem Walter Collins, der in Los Angeles lebte und seit dem 10. März 1928 nach einem Kinobesuch als vermisst galt. Es ist allerdings bis heute nicht sicher, ob diese Einlassung der Wahrheit entspricht, denn der Junge wurde nie gefunden. Mit dem Geständnis rettete sie sich vor der Todesstrafe und wurde am 31. Dezember 1928 zu einer lebenslangen Haftstrafe verurteilt. Nach zwölf Jahren im Tehachapi State Prison kam sie frei. Sarah Luise Northcott starb 1944.
Anfang 1929 begann der Prozess gegen Gordon Northcott in Riverside County, Kalifornien. Am 8. Februar 1929 wurde er der Ermordung eines nicht identifizierten „geköpften Mexikaners“ sowie der Gebrüder Winslow für schuldig befunden. Ein vom Vater der Winslow-Brüder angeführter Lynchmob versuchte am 10. Februar, den verurteilten Mörder in seine Gewalt zu bringen, was die Polizei jedoch verhinderte.
Am 13. Februar 1929 verurteilte das Gericht unter Richter Freeman Northcott zum Tod durch den Strang, dieses Urteil wurde am 2. Oktober 1930 im Staatsgefängnis San Quentin vollstreckt.
Der US-amerikanische Spielfilm Der fremde Sohn basiert auf Northcotts Taten sowie dem ungeklärten Schicksal von Walter Collins.